# Jean Keppi
Jean Keppi, né le 26 novembre 1888 à Mulhouse et mort le 19 février 1967 à Dachstein, est un homme politique alsacien.

## Biographie
De 1908 à 1913 il étudie le droit politique et le droit public à Zurich et Strasbourg.
Il publie en 1913 une brochure intitulée Die Zeitungen Elsass-Lothringens. Eine statistische Studie, où il fait le constat de l'infériorité numérique de la presse catholique face à la presse « neutre ou adverse » et insiste sur la nécessité de la développer. Il devient aussi actif dans la vie politique du parti catholique UPR après le rattachement de l'Alsace-Moselle à la France après la Première Guerre mondiale.
À la suite d'élections perdues, il déménage en 1922 de Strasbourg à Haguenau, où il est secrétaire général de la mairie jusqu'en 1936. Durant toutes ces années, il travaille aussi à étoffer l'aile gauche de l'UPR. L'UPR fait appel à lui en tant que bon gestionnaire en 1930 pour redresser les finances du parti.
En 1936, à la suite de la défaite de l'UPR aux élections municipales, il devient le 3e vice-président de l'UPR.
En 1942, pendant la Seconde Guerre mondiale et après l'annexion de l'Alsace par l'Allemagne nazie, il prend contact avec les conjurés de Goerdeler. Après l'échec de l'attentat contre Hitler en 1944, un mandat d'arrêt est lancé contre lui.
À partir de 1946, il devient un collaborateur régulier du journal catholique alsacien L'Ami du Peuple, devenu L'Ami Hebdo depuis 1982 et sa fusion avec le journal mosellan L'Ami des foyers chrétiens.